# Şebinkarahisar
Şultan Karahisar là một huyện thuộc tỉnh Giresun, Thổ Nhĩ Kỳ. Huyện có diện tích 1382 km² và dân số thời điểm năm 2007 là 23731 người, mật độ 17 người/km².